# Air Jamaica
Air Jamaica war eine jamaikanische Fluggesellschaft mit Sitz in Kingston und Basis auf dem dortigen Flughafen Norman Manley International. Im Mai 2011 fusionierte sie mit Caribbean Airlines.

## Geschichte
Air Jamaica wurde am 1. April 1969 gegründet. Im November 1994 wurde die Fluggesellschaft von der Air Jamaica Acquisition Group (AJAG) übernommen, der Staat behielt 25 % der Anteile. Es wurde umfangreich modernisiert, allerdings häuften sich in den folgenden Jahren auch die finanziellen Verluste. Seit Dezember 2004 war die Fluglinie wieder vollständig in staatlicher Hand. Die Flotte wurde von 20 auf sieben Flugzeuge verkleinert, die Verluste stiegen jedoch weiter an.
Air Jamaica wurde im Mai 2010 von Caribbean Airlines gekauft, welche die Flüge der Air Jamaica bis 2013 unter dem Namen Air Jamaica und deren IATA-Code BW weiterführte. Der Staat Jamaika besitzt seitdem 16 % der Caribbean Airlines.

## Flugziele

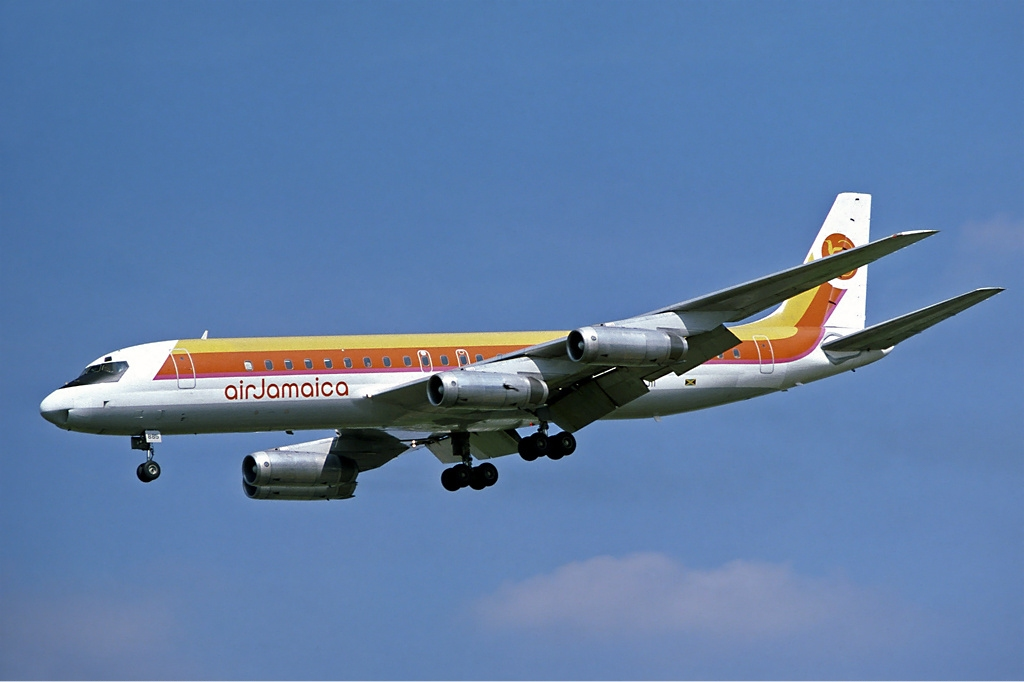
Eine Douglas DC-8-62 der Air Jamaica, 1978

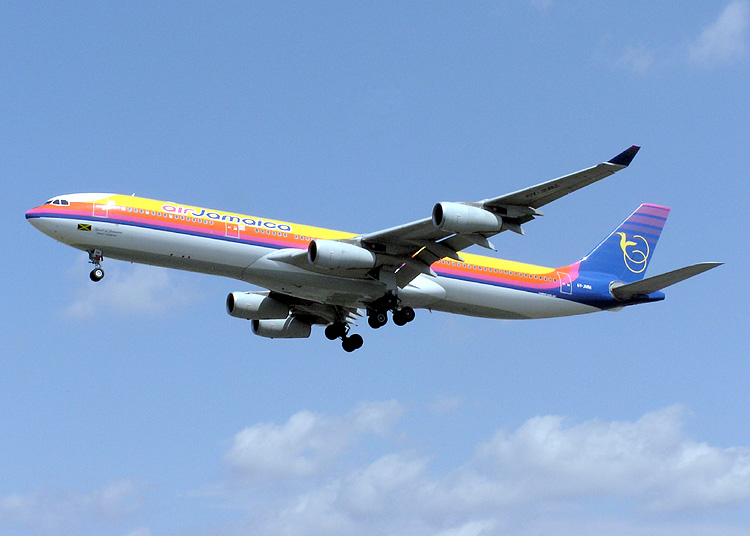
Ein Airbus A340-300 der Air Jamaica

Air Jamaica bediente innerhalb der Karibik Kingston, Nassau und Montego Bay, in Nordamerika werden New York City, Philadelphia, Fort Lauderdale, Orlando und Toronto angeflogen. Langstreckenflüge werden gegenwärtig nicht mehr angeboten. Caribbean Airlines führt seit der Fusion die Flüge weiter.

## Flotte
Mit Stand Juni 2013 bestand die Flotte der Air Jamaica aus fünf Boeing 737-800, welche von Caribbean Airlines betrieben wurden.